# Gekonfijt fruit

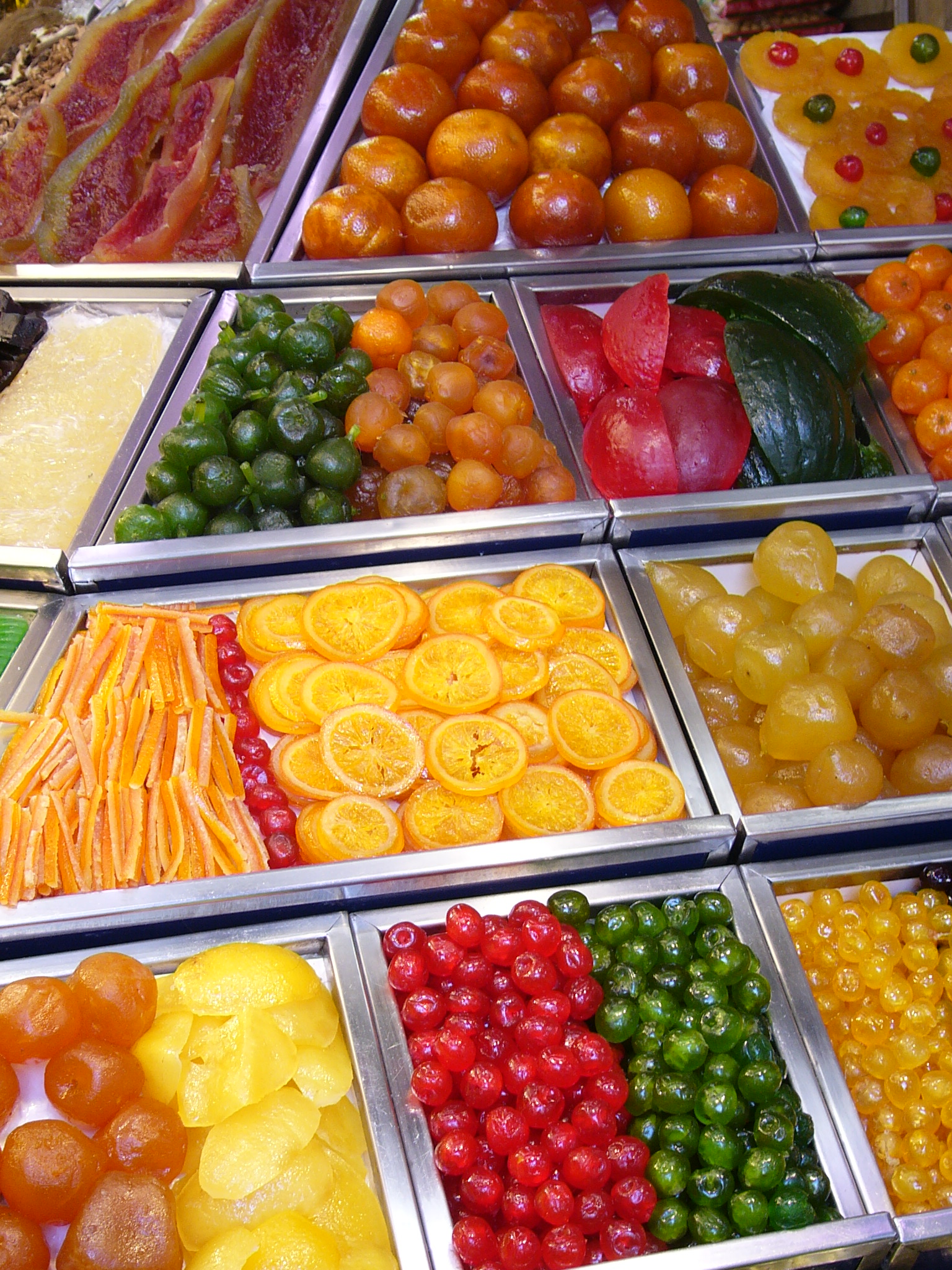
Gekonfijt fruit

Gekonfijt fruit is fruit dat geconserveerd is door het inleggen ervan in suiker. 
Lagere vruchtensuikers worden door de juiste omstandigheden van temperatuur, vochtigheid en bescherming tegen micro-organismen na verloop van tijd omgezet in hogere suikers. Dit proces kan worden versneld door toevoeging van suiker en opzettelijke verdroging.
Bekende gekonfijte producten zijn:
- Jam, confiture en marmelade
- Bigarreaus (of 'Franse vruchtjes'), kersen
- Sukade, citrusvrucht
- Orangeade, stukjes sinaasappel